# Städtisches Stadion an der Grünwalder Straße
Het Städtisches Stadion an der Grünwalder Straße (in het kort Grünwalder Stadion, ook vaak Sechzger Stadion genoemd) is het op twee na grootste stadion van de Duitse stad München. Het stadion was oorspronkelijk thuisbasis voor de voetbalclubs Bayern München en TSV 1860 München. In 1972 verhuisde Bayern München echter naar het nieuwe Olympiastadion. TSV 1860 München ging ook in dat stadion spelen wanneer zij in de Bundesliga aantraden. Na de bouw van de Allianz Arena speelden alleen nog het tweede elftal en de jeugdelftallen van die clubs hun thuiswedstrijden in het stadion. Sinds 2017/18 is TSV 1860 München echter teruggekeerd in het stadion. Het stadion beschikt over 10.240 plaatsen, waarvan 5.740 zitplaatsen. Vanaf 2019 speelt ook Türkgücü München in het stadion.

## Geschiedenis
Het stadion werd in 1911 gebouwd als thuisstadion voor de sportvereniging TSV 1860 München. De eerste jaren werd het door de club van de stad München gepacht, maar in 1922 kocht TSV 1860 München het stadion, en werd het stadion uitgebreid. Toen de club in 1937 in financiële moeilijkheden was gekomen, kocht de gemeente het stadion terug. In 1955 werden lichtmasten aangebracht, en tussen 1958 en 1961 werden aan de oost- en westkant van het veld nieuwe tribunes gebouwd. Daarbij werd ook een met de hand bediend scorebord aangebracht, dat anno 2009 nog steeds in gebruik is.
Sinds 1925 speelde ook Bayern München zijn thuiswedstrijden in het Grünwalder Stadion, tot 1937 als huurder van TSV 1860 München. In 1972 werd voor de Olympische Spelen het Olympiastadion aangelegd; Bayern München verhuisde meteen naar het nieuwe stadion. Tot 1981 speelde ook TSV 1860 München regelmatig wedstrijden in het Olympiastadion. Nadat ze in dat jaar degradeerden, verhuisden ze weer naar het Grünwalder Stadion, waar ze bleven tot een promotie naar Bundesliga in 1995 een verhuizing naar het Olympiastadion noodzakelijk maakte, om in het seizoen 2004/2005 nog eenmaal terug te keren. Daarna verhuisde de club naar de Allianz Arena als mede-eigenaar.
In 2017 was door financiële problemen en degradatie naar de amateurliga het leasingcontract tussen 1860 München en de Allianz Arena bij onmiddellijke ingang stopgezet. Hierdoor werd stadsrivaal Bayern München de enige eigenaar van het stadion en keerde 1860 München terug naar het Grünwalder Stadion voor heropbouw.

## Toekomst
In 2006 besloot de gemeenteraad van München het stadion af te breken, waarop protesten van omwonenden uitbraken. Het voortbestaan van het stadion lijkt nog tot 2018 verzekerd te zijn.
Allianz Arena (FC Bayern München) ·
BayArena (Bayer Leverkusen) ·
Borussia-Park (Borussia Mönchengladbach) ·
Deutsche Bank Park (Eintracht Frankfurt) ·
Europa-Park Stadion (SC Freiburg) ·
Holstein-Stadion (Holstein Kiel) ·
Mewa Arena (1. FSV Mainz 05) ·
MHPArena (VfB Stuttgart) ·
Millerntor-Stadion (FC St. Pauli) ·
Red Bull Arena (Leipzig) (RB Leipzig) ·
Rhein-Neckar-Arena (TSG 1899 Hoffenheim) ·
Signal Iduna Park (Borussia Dortmund) ·
Alte Försterei (1. FC Union Berlin) ·
Volkswagen-Arena (VfL Wolfsburg) ·
Voith-Arena (1. FC Heidenheim 1846) ·
Vonovia Ruhrstadion (VfL Bochum) ·
Weserstadion (Werder Bremen) ·
WWK ARENA (FC Augsburg)
Donaustadion (SSV Ulm 1846) ·
Eintracht-Stadion (Eintracht Braunschweig) ·
Fritz-Walter-Stadion (1. FC Kaiserslautern) ·
Heinz-von-Heiden-Arena (Hannover 96) ·
Home Deluxe Arena (SC Paderborn 07) ·
Jahnstadion Regensburg (Jahn Regensburg) ·
Max-Morlock-Stadion (1. FC Nürnberg) ·
MDCC-Arena (1. FC Magdeburg) ·
Merkur Spiel-Arena (Fortuna Düsseldorf) ·
Olympiastadion (Hertha BSC) ·
Preußenstadion (SC Preußen Münster) ·
RheinEnergieStadion (1. FC Köln) ·
Sportpark Ronhof (SpVgg Greuther Fürth) ·
Stadion am Böllenfalltor (SV Darmstadt 98) ·
Ursapharm-Arena an der Kaiserlinde (SV Elversberg) ·
Veltins-Arena (Schalke 04) ·
Volksparkstadion (HSV) ·
Wildparkstadion (Karlsruher SC)
Audi-Sportpark (FC Ingolstadt 04) ·
Brita-Arena (SV Wehen Wiesbaden) ·
Carl-Benz-Stadion (SV Waldhof Mannheim) ·
DDV-Stadion (Dynamo Dresden) ·
Erzgebirgsstadion (FC Erzgebirge Aue) ·
Hardtwaldstadion (SV Sandhausen) ·
LEAG Energie Stadion (Energie Cottbus) ·
Ludwigsparkstadion (1. FC Saarbrücken) ·
Ostseestadion (Hansa Rostock) ·
SchücoArena (DSC Arminia Bielefeld) ·
Sportclub Arena (SC Verl) ·
Sportpark Höhenberg (FC Viktoria Köln 1904) ·
Sportpark Unterhaching (SpVgg Unterhaching) ·
Stadion an der Bremer Brücke (VfL Osnabrück) ·
Stadion an der Hafenstraße (Rot-Weiss Essen) ·
Stadion Rote Erde (Borussia Dortmund II) ·
Städtisches Stadion an der Grünwalder Straße (TSV 1860 München) ·
Tivoli (Alemannia Aachen) ·
WIRmachenDRUCK Arena (VfB Stuttgart II)